# 岩手県立久慈高等学校山形校
岩手県立久慈高等学校山形校（いわてけんりつ くじこうとうがっこう やまがたこう）とは、かつて岩手県久慈市に存在した県立高等学校。2008年（平成20年）4月に岩手県立久慈高等学校に統合され、2010年（平成22年）3月に閉校となった。

## 概要
- 設置学科 全日制課程　
  - 普通科

## 沿革
- 昭和23年5月11日 岩手県立久慈農業高等学校定時制山形校として山形小学校内に開校
- 昭和24年4月1日 岩手県立久慈高等学校山形分校と改称する
- 昭和26年4月10日 山形村霜畑に分校分室を設置
- 昭和41年3月31日 霜畑分室を閉鎖
- 昭和41年4月1日 岩手県立久慈高等学校山形分校昼間定時制普通科（4年課程）として発足
- 昭和47年4月1日 山形村役場旧庁舎を改造して仮独立校舎落成し移転
- 昭和48年4月1日 全日制課程設置、定時制課程は募集停止
- 昭和49年4月1日 全日制分校となる
- 昭和51年10月24日 新校舎工事完了。翌25日新校舎に移転
- 昭和53年3月27日 体育館竣工
- 平成3年4月1日 岩手県立久慈高等学校山形校と校名変更
- 平成19年9月19日 久慈高等学校本校との統合を発表し、翌年4月からの年次統合とした。
- 平成22年3月31日久慈高校との統合が終了と同時に閉校

## 所在地
- 岩手県久慈市山形町川井9-30-1